# Inclusión social
La inclusión social, lo contrario de la exclusión social, es una acción afirmativa para cambiar las circunstancias y los hábitos que conducen (o han llevado) a la exclusión social. Como afirma el Banco Mundial, la inclusión social es el proceso de mejorar la capacidad, la oportunidad y el valor de las personas, desfavorecidas por su identidad, para participar en la sociedad.  El Informe sobre el desarrollo mundial de 2019 del Banco Mundial sobre la naturaleza cambiante del trabajo sugiere que una mayor protección social y mejores inversiones en capital humano mejoran la igualdad de oportunidades y la inclusión social.

## Definición
El Banco Mundial definió en 2014 a la inclusión social como el «proceso de empoderamiento de personas y grupos para que participen en la sociedad y aprovechen sus oportunidades. Da voz a las personas en las decisiones que influyen en su vida a fin de que puedan gozar de igual acceso a los mercados, los servicios y los espacios políticos, sociales y físicos»; mientras que la CEPAL la ha definido como el «proceso por el cual se alcanza la igualdad, y como un proceso para cerrar las brechas en cuanto a la productividad, a las capacidades (educación) y el empleo, la segmentación laboral, y la informalidad, que resultan ser las principales causas de la inequidad».
Su interpretación internacional ha coincidido que este es un concepto que se desarrolla más allá de la pobreza sistémica, y que se encarga de conceptos sutiles que recoge problemáticas tanto económicas como sociales de un grupo social determinado.

## En el mundo

### Australia
Se han designado ministros de Inclusión Social y se han establecido unidades especiales en varias jurisdicciones de todo el mundo. El primer ministro de Inclusión Social fue el Primer Ministro de Australia Meridional Mike Rann, quien asumió la cartera en 2004. Basado en la Unidad de Exclusión Social del Reino Unido, establecida por el Primer Ministro Tony Blair en 1997, Rann estableció la Iniciativa de Inclusión Social en 2002. Estaba encabezado por Monseñor David Cappo y contaba con el servicio de una unidad dentro del departamento de Primer Ministro y Gabinete. Cappo formó parte del comité ejecutivo del Gabinete de Australia del Sur y luego fue nombrado Comisionado de Inclusión Social con amplios poderes para abordar las desventajas sociales. A Cappo se le permitió deambular por las agencias dado que la mayoría de las desventajas sociales tienen múltiples causas que requieren una respuesta "junta" en lugar de una sola agencia. La iniciativa impulsó una gran inversión por parte del gobierno de Australia Meridional en estrategias para combatir la falta de vivienda, incluido el establecimiento de Common Ground, la construcción de apartamentos de alta calidad en el centro de la ciudad para personas sin hogar que "dormían en la calle", la iniciativa Street to Home y el programa de aprendizaje flexible ICAN. diseñado para mejorar las tasas de retención escolar. También incluyó una financiación importante para renovar los servicios de salud mental siguiendo el informe "Stepping Up" de Cappo, que se centró en la necesidad de niveles de atención comunitarios e intermedios y una revisión de los servicios para discapacitados. En 2007, el primer ministro australiano, Kevin Rudd, nombró a Julia Gillard como la primera ministra de inclusión social del país.

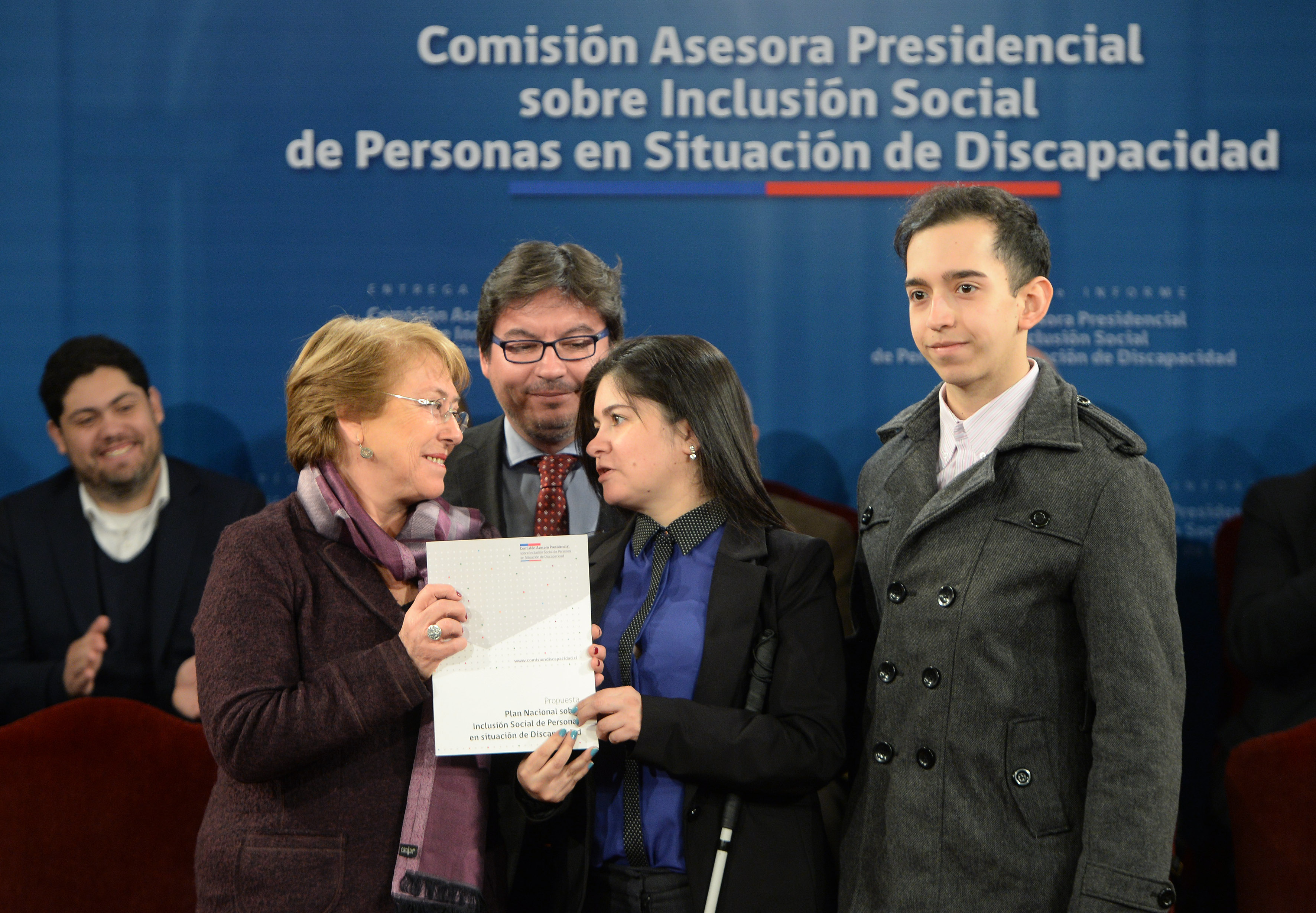
Presidenta Michelle Bachelet	recibe propuesta del Plan Nacional Sobre Inclusión Social de Personas en Situación de Discapacidad 2016-2026 (2016).

### Chile
Aunque es un tema transversal en política, el órgano encargado principalmente de estas materias es el Ministerio de Desarrollo Social y Familia. La temática de la inclusión social en Chile ha sido trabajada desde una perspectiva sectorial concentrado esfuerzos en grupos y minorías vulnerables, identificándose programas nacionales relacionados con personas con discapacidades, pueblo indígenas, personas en situación de calle, adultos mayores y ciudadanos menores de edad, en espacios relacionados con el trabajo, la educación y la inclusión en espacios sociales. También se ha estado integrando a este campo la comunidad inmigrante.

### Japón
En Japón, el concepto y el término "inclusión social" pasaron por una serie de cambios a lo largo del tiempo y, finalmente, se incorporaron a las actividades comunitarias bajo los nombres hōsetsu (包摂) y hōkatsu (包括), como en los "Centros de apoyo comunitario general" (chiiki hōkatsu shien sentā地域包括支援センター) y "Sistema de atención integrado basado en la comunidad" (chiiki hōkatsu kea shisutemu地域包括ケアシステム).